# Vila de Cucujães
Vila de Cucujães es una freguesia portuguesa del concelho de Oliveira de Azeméis, con 11,73 km² de superficie y 11.094 habitantes (2001). Su densidad de población es de 945,8 hab/km².